# Бабак Сергій Віталійович
Сергій Віталійович Бабак (нар. 31 липня 1978, Київ) — український політик, юрист, економіст, психолог. Доктор технічних наук-рішення скасовано, кандидат економічних наук, співзасновник Ukrainian Heritage Foundation, куратор освітнього напряму Українського інституту майбутнього.. Голова комітету з питань освіти, науки та інновацій у Верховній Раді України IX скликання (з 29 серпня 2019 року).

## Життєпис
Народився 31 липня 1978 року в м. Києві в родині інженерів Бабака Віталія Павловича і Бабак Ірини Олександрівни

### Освіта
В 1995 році закінчив середню школу № 86 Києва. В 1999 році закінчив Единбурзький Нейпірський університетd  , отримав диплом бакалавра за спеціальністю «Фінансові послуги»
У 2000 році закінчив Київський національний економічний університет, отримав диплом магістра за спеціальністю «Управління міжнародним бізнесом»
У 2002 році здобув науковий ступінь кандидата економічних наук за спеціальністю 08.00.05 «Розвиток продуктивних сил та регіональна економіка»
2015 року закінчив Університет новітніх технологій, отримав диплом спеціаліста за спеціальністю «Правознавство»
2016 року здобув науковий ступінь доктора технічних наук за спеціальністю 05.13.05 «Комп'ютерні системи і компоненти»
У 2019 році закінчив Ужгородський національний університет, отримав диплом магістра за спеціальністю «Психологія».
29 травня 2023 року Міністерство освіти і науки України оприлюднило наказ про добровільну відмову Бабака від наукового ступеня доктора наук.

### Діяльність
1999—2002 рр. — Директор департаменту з питань підприємництва та залучення інвестицій Українського Союзу промисловців та підприємців.
2002—2008 рр. — Заступник Генерального секретаря Українського національного комітету Міжнародної торгової палати
2009—2012 рр. — Проректор і радник ректора Університету новітніх технологій
2018—2019 — Куратор освітнього напряму Український Інститут Майбутнього
2012—2019 — Директор ДП «Науковий технічний Центр новітніх технологій».
З 2019 р. — Народний депутат України, Голова Комітету Верховної Ради України з питань освіти, науки та інновацій, Співголова групи з міжпарламентських зв'язків з Румунією. Член команди кандидата в президенти Зеленського, директор освітніх програм Українського інституту майбутнього Сергій Бабак розповів, як команда шоумена бачить реформу системи освіти.
22 липня 2025 року голосував за закон 12414, що обмежує Національне антикорупційне бюро України та Спеціалізовану антикорупційну прокуратуру. Цей закон викликає значний резонанс в українському суспільстві.
За період наукової кар'єри опублікував понад 60 наукових робіт, серед них — 12 монографій і 4 підручники. Спеціалізується на питаннях реформи системи освіти, впровадження наукових інновацій та менеджменті вищої освіти.

### Родина
- Неодружений
- Батько — Бабак Віталій Павлов, 1954 р.н.
- Мати — Бабак Ірина Олександрівна, (1952—2007)
- Сестра — Ковчар Наталія Віталіївна, 1981 р.н.

### Хобі
Майстер спорту з автомобільного спорту. Чемпіон України з гірських перегонів 2018, 2019 рр.  

## Критика
- Висловився про твердження «для виплати українським вчителям зарплати в $4 тис. на місяць достатньо $200 млн на рік», що «це абсолютно не є фантастикою, це абсолютно реальні цифри», помилившись у розрахунках на понад 20 мільярдів доларів.[6]
- У докторській дисертації Сергія Бабака виявлено численні випадки плагіату[7], і, відповідно, його було визнано «Плагіатором року» в Україні у 2019[8].